# Brigitte Kieffer
Brigitte Kieffer est une neurobiologiste française. Professeur à l'Université de Strasbourg, elle est directrice de recherche INSERM à l’Institut de génétique et de biologie moléculaire et cellulaire (IGBMC) de Strasbourg, qu’elle a dirigé de 2010 à 2013. Elle est aussi directrice scientifique du Centre de Recherche de l’Institut Douglas de McGill à Montréal, au Canada, ainsi que "visiting Professor" à l'Université de Californie à Los Angeles. Depuis le 10 décembre 2013, elle est membre de l'Académie des sciences.

## Travaux
Les travaux de Brigitte Kieffer portent sur les récepteurs opiacés. À l'IGBMC, l'équipe qu'elle dirige explore l'action des opiacés et des opioïdes endogènes sur ces récepteurs; l'objectif est de comprendre leur rôle décisif dans le fonctionnement du cerveau, dans le contrôle de la douleur et des émotions ainsi que dans les comportements addictifs. 
Brigitte Kieffer est la première à avoir isolé et cloné le gène d’un de ces récepteurs clés, le récepteur δ (delta). Cette découverte a permis de comprendre comment une molécule comme la morphine ou l'héroïne (principes actifs de l’opium) peut éliminer la douleur, et parfois créer une dépendance. Elle a ainsi ouvert la voie vers le développement de nouveaux analgésiques et de traitements de l’addiction. Le dérèglement du système opioïde étant aussi impliqué dans les troubles émotionnels tels que l’anxiété et la dépression sévère (qui touche une personne sur 10), ses travaux ont aussi des répercussions dans le domaine de la psychiatrie. Brigitte Kieffer considère que les maladies mentales sont des maladies biologiques. Rappelant que le cerveau est un organe, elle estime que, comme tout organe du corps humain, on peut le traiter.

## Distinctions

### Prix
- 2004 : prix Richard Lounsbery de l'Académie des Sciences française et l'Académie nationale des sciences américaine pour ses « travaux de tout premier ordre en neurobiologie moléculaire concernant les comportements contrôlés par les opiacés endogènes et ayant des implications majeures en clinique humaine (traitements de la douleur, des toxicomanies et de divers troubles émotionnels). »[4]
- 2012 : Grand prix Lamonica de neurologie de l'Académie des sciences
- En mars 2014, elle est la Lauréate européenne du prix L'Oréal-Unesco pour les femmes et la science[5]

### Sociétés savantes
- En décembre 2013, elle rentre à l'Académie des sciences.
- Elle est membre de l’Organisation européenne de biologie moléculaire (EMBO).

### Décorations
- Chevalière de la Légion d'honneur Elle a été décorée par le Président de la république française.
- Officière de l'ordre national du Mérite Elle est directement promue au grade d'officière par décret du 14 novembre 2016 pour ses 33 ans de services[6].

## Publications
- Charbogne P., Kieffer B., Befort K. (2014). 15 years of genetic approaches in vivo for addiction research: Opioid receptor and peptide gene knockout in mouse models of drug abuse, Neuropharmacology
- Lutz P. E., Kieffer B. (2013). Opioid receptors: distinct roles in mood disorders, Trends Neurosci, 36(3), 195-206.